# 星乃莉子
星乃 莉子（ほしの りこ、1999年〈平成11年〉4月20日 - ）は、北海道を拠点に活動する日本のAV女優。北海道出身で、2022年時点も北海道在住。所属事務所はHANAYA PROJECT。

## 経歴
高校は美術部。卒業後は製菓専門学校で製菓衛生師の国家資格を取り、卒業後はパティシエとして勤務。光文社『FLASH』2022年23・30日合併号にてグラビアアイドルとしてデビューした。
同年9月20日号でヌードグラビアを披露し、AV女優としてのデビューを発表。
グラビア活動のきっかけは、パティシエとして勤務するうちに45キロから55キロまで太ってしまい、頑張ってダイエットした自分の姿を見たら「エロい」と感じたため。脱ぐことには抵抗がなく、頑張った自分を見てほしいと思ったという。また別のインタビューでは「華やかな世界だし、後悔はないです。この業界に来られて幸せだなと毎日感じています」と天職であることも答えている。2022年10月9日週FANZA動画フロアランキングにて、デビュー作である『新人 星乃莉子 AV DEBUT いつもニコニコ性格最高の現役パティシエは騎乗位の腰使いがスゴかった！【圧倒的4K映像でヌク！】』が1位を記録。またFANZAでのお気に入り数が5万超え。発売半年で7万を突破し、歴代3位（当時）の記録を打ち立てた。
2022年10月31日配信、ABEMA『給与明細』番組内で母親にAV女優として活動していることをカミングアウトをした。
2022年12月、アサヒ芸能発表「2022AV年間セールスランキング」でデビュー作が5位にランクイン。
2023年1月9日週から2週連続でデビュー作がFANZAレンタルフロアランキングで1位を記録。1月23日週FANZA動画フロアランキングにてデビュー作が1位に再浮上。1月30日週FANZA通販フロアランキングでは『汗だくで絶頂を繰り返す健康的でエッチな身体…一心不乱に没頭する濃密体液SEX 星乃莉子』が1位を記録。
2月6日週からFANZAレンタルフロアランキングで『性欲解放―巨根・潮吹き・拘束ピストン 限界までイカされて見えた’絶頂の向こう側’ 星乃莉子』が3週連続で1位となる。同ランキングでは2月の月間ランキングでも1位を記録した。
月刊FANZA発表「このAV女優がすごい!2022冬」新人編第1位。
2023年3月6日週、FANZA動画フロアランキングにて、『性欲解放ー巨根・潮吹き・拘束ピストン 限界までイカされて見えた’絶頂の向こう側’ 星乃莉子【圧倒的4K映像でヌク！】』が再浮上し2位を記録。4月24日週のランキングではデビュー作が再浮上し1位を記録した。
同年4月には「近代麻雀水着祭2023-PEAK&PINE COLLECTION-」に出演し話題となる。
5月1日週、FANZA動画フロアランキングでは同年2月発売の『汗だくで絶頂を繰り返す健康的でエッチな身体…一心不乱に没頭する濃密体液SEX 星乃莉子』が再浮上し1位記録。
5月19日、SOD Star2022年専属デビュー組4名（神木麗、恋渕ももな、小湊よつ葉、星乃莉子）でユニット「4star X sister」（シスターシスター）を結成。同日Youtubeチャンネルを開始。
デビュー時はJETSTREAM所属であったが、諸事情から2023年7月を持って退所。8月1日より専属メーカー直轄であるHANAYA PROJECT所属となる。同年8月3日にはミス浴衣ジェニック実行委員会主催のミス浴衣ジェニック2024にエントリー。
8月7日週、FANZA通販フロアランキングにて『一泊二日で12発射精しちゃうヤリまくりイチャイチャ温泉旅行 星乃莉子』が1位を記録。この影響で『童貞部下と出張先で～』も週間5位に浮上した。
10月29日にはINOVAI TECH／AIPICK開発のもと、星乃の外見を学習させた画像生成AI「SODAI feat.星乃莉子」をソフト・オン・デマンドから100セット限定でNFT販売開始。
同年10月には『カメラマン リターンズ#9』（モーターマガジン社）では8人のカメラマンが同じシチュエーションで撮影する「ポートレート＆ヌード・バトル2023」のモデルに抜擢。
12月4日週FANZA動画フロアランキングにて初VR作品となった『【VR】VR新女王、誕生。SODstar 星乃莉子 初VR。 騎乗位の動きがやばすぎる彼女と初めての同棲生活。』が初登場10位を記録。12月18日週FANZA動画フロアランキングでは同年10月発売の『一泊二日で12発射精しちゃうヤリまくりイチャイチャ温泉旅行 星乃莉子』がウィークリー5位に急浮上した。
2023年12月、アサヒ芸能編集部による「アサ芸AV大賞2023」でゴックン大賞受賞。同誌発表の2023年AVセールスランキングでは4作が100位圏にランクイン。発売期だけでなく口コミが広がる、再評価されるなどの理由により後日再浮上する作品が多いのが特徴と批評された。FANZA発表の2023年年間AV女優ランキングでは12位を記録。
2024年2月10日、AV新法の見直しを前にした署名活動に参加。星乃も街頭に立ち、「このままだとAVが無くなってしまうという危機感があります」「私たちの人権だったり、仕事の誇りが踏みにじられているような気がする」と法律のおかしな点を訴えた。同年4月4日には、「AV産業の適正化を考える会 シンポジウム」に参加。
2024年7月28日、東京・秋葉原の書泉ブックタワーにて、『星乃莉子写真集『Polaris』発売記念イベント』を開催。当日は水着で会場に登場した。
8月19日週FANZA通販フロアランキングにて、『初めてのナマ中出し解禁 気持ち良すぎて痙攣が止まらない大絶頂セックス！ 星乃莉子【特典版】』が初登場2位となる。9月9日週FANZA動画フロアランキングにて『初めてのナマ中出し解禁～』が初登場10位を記録。通販に続いて2部門でのベスト10入りとなった。同年12月24日、光文社『FLASH』が独自集計した「FLASHセクシー女優ランキング2024」14位。
2025年2月10日週FANZA通販フロアランキングでは初の共演作『小湊よつ葉×星乃莉子 SODstarビンカン体質2トップが初共演 レズ解禁 W中出し 禁欲明けの性欲解放チートデイ 【特典版】』が初登場3位を記録した。同作は同年5月26日週動画フロアランキングでも10位にランクインするなど長期に渡ってヒットした。
同年3月17日週FANZA動画フロアランキングにて同年1月配信開始の『星乃莉子 初めての全裸わ〇せつスポーツテスト』がロングランヒットを見せ、10位にランクアップした。同年5月26日週FANZAレンタルフロアランキングにて、『初めての全裸わ〇せつスポーツテスト』が6位、6月2日週同ランキングでは4位ランクイン。この影響からか、6月16日週FANZA動画フロアランキングでも同作が4位に再上昇した。6月23日週FANZA動画フロアランキングで2位。
5月には『TREND GIRLS撮影会2025』にクラブ持参で参加し話題となった。
同年7月度FANZA通販フロア月間AV女優ランキングで7位ランクイン。

## 人物
特技はお菓子作り。趣味は乗馬、美術館巡り（札幌芸術の森によく行っていた）など。好きなことはセックスすること、食べること、踊ったり歌うこと。また、特技には入れていないものの、小学生から約10年ピアノを習っていたこともあり楽譜が一通り読める。社会人になってからは『ボールルームへようこそ』の影響を受け、社交ダンスを習っている。この成果か撮影会では振り幅のあるポージングに定評がある。
ケーキ屋、介護職などの経験から裏方志向が強く、女優転向後も「（専属作品は）主演ではあるけれども、私を使った映像作品の一部として、どう歯車になれるかを考えて動いている」という。
はじめてやることでも上達スピードが速く、好奇心の強さもあり、コツをつかむのが早い。これは幼少時からであり、すぐに木登りをし、近所の馬牧場で乗馬していた。
初体験年齢は高校3年生。初体験の場所は公園の公衆トイレ。就職先がケーキ店だったことで、交際相手から「体に生クリームでデコレーションしてほしい」と求められたことがあり、お互いの体に生クリームやチョコレートを塗りたくり、舐めあったことがある。2024年のインタビューではパティシエ時代の話として、同じ店で働く男性とバレンタインの日に体をチョコでコーティングしたり、文字を書く「チョコパ」の話を述懐。体の舐めあいによる興奮、全身ベトベトになりながら正常位、騎乗位、バックに対面座位をする動物的セックス、手首にリボンを縛りラッピングして興奮した経験談を述べている。この当時からオナニー材料の一つとしてAVは見ており、優希まことに憧れを抱いていたという。
得意技は騎乗位。自身では得意とは思っていなかったが、AV出演で腰使いが上手と言われ気づいたという。上手と言われた理由について、星乃は「騎乗位が上手と言われたのは乗馬の賜物なのかなと思いました」と答えている。作品を観た友達からは「腰の動かし方が縦とか横とか単純じゃなくて、波のように滑らかだね」と言われたという。特技とは別に好きな体位は立ちバックで、下付き性器なので角度がしっくりくるという。
AV男優のしみけんは「腹筋と膣圧が強く、押し出し系の女性器で萎えてるときは膣圧に負けてしまう」。「ギンギンの時は最高に気持ちが良い形状」と論評した。表現力についても「自分をさらけ出せる」と将来性に期待を寄せた。
ライターのいんごまは、「才気煥発で器も大きく、このままセクシー女優の枠だけでは収まらない、まさしく森下くるみ、紗倉まなの系譜を継ぐSOD女優」と評している。
デビュー作でケーキ作りを披露しているが、現場に泡立て済みのホイップしかなく、加えて湿気と暑さでクリームがゆるゆるだったことなど現職としては悔しい出来栄えで、もう一度撮り直したいと述べている。SOD LANDおよび女子社員酒場では2022年以降、監修スイーツの販売を行っていた。
芸名はSODクリエイトが名付けており、SOD Starから「星」、茉莉花（ジャスミン）の花が好きだったことから「莉」の一字を取っている。

## 作品

### アダルトビデオ
- 新人 星乃莉子 AV DEBUT いつもニコニコ性格最高の現役パティシエは騎乗位の腰使いがスゴかった!【圧倒的4K映像でヌク！】 （9月28日、SODクリエイト）
- 性欲解放ー巨根・潮吹き・拘束ピストン 限界までイカされて見えた’絶頂の向こう側’ 星乃莉子【圧倒的4K映像でヌク！】 （10月25日、SODクリエイト）[11]

- 汗だくで絶頂を繰り返す健康的でエッチな身体…一心不乱に没頭する濃密体液SEX 星乃莉子 （2月23日、SODクリエイト）[64]
- しゃぶるの大好き天才フェラチオガールに捧げる濃厚精子8顔射 星乃莉子 （3月23日、SODクリエイト）[12][65]
- あなたのお宅に凸ります! 優しい笑顔と最高の身体で素人男性の要望を何でも聞いてくれる癒しの女神! 星乃莉子 （4月20日、SODクリエイト）
- 普段は控えめなのにエッチになると腰使いがヤバい! 騎乗位が得意な年下彼女とハメまくって精子空っぽ! 星乃莉子（5月25日、SODクリエイト）[66]
- 1ヵ月 + 1週間のガチ禁欲後… 焦らしに焦らして性欲大解放！感度バグりまくり痙攣・絶頂・アクメオーガズム! 星乃莉子（6月22日、SODクリエイト）[67]
- 本人待望のごっくん解禁! 精子が好きすぎる莉子ちゃんがお口いっぱいにザーメン含んでごくごく10発生精飲! 星乃莉子（7月20日、SODクリエイト）[68]
- 【夏といえば水着! SODstar全員ビキニ祭】 ようこそ癒しの楽園へ。南国エロティックスパ 星乃莉子（8月24日、SODクリエイト）
- 童貞部下と出張先でホテル相部屋に…理性がぶっ飛ぶベロちゅう と絶倫激ピスで一晩中寝取られた女上司 星乃莉子（9月21日、SODクリエイト）
- 一泊二日で12発射精しちゃうヤリまくりイチャイチャ温泉旅行 星乃莉子（10月26日、SODクリエイト）[58]
- エロマンガみたいなトロけ顔で僕を見つめながらイキまくる自慢の愛人 星乃莉子（11月23日、SODクリエイト）
- リコピンにずっと見つめられながら射精連発! 超キュートな5コス＆ニコニコ笑顔で最高のオナニーをお手伝い 星乃莉子（12月21日、SODクリエイト）[69]

- 中途入社のOLは気弱でノーマル性癖な同僚たちをドSに目覚めさせてしまうほどのイジメられたがりドM女でした。 星乃莉子（1月25日、SODクリエイト）[60]
- 快楽堕ちキメセクNTR 大嫌いな元カレに媚薬を盛られ婚約者の目の前で何度も絶頂させられて 星乃莉子（2月22日、SODクリエイト）[60]
- 【個撮配信】脅迫レ×プ 個人撮影で小遣い稼ぎする女子大生の弱みにつけ込みライブSEX配信 星乃莉子（3月20日、SODクリエイト）
- 隣に住む寂しがりやの女の子に惚れ薬を盛り続けてSEXを繰り返していたらいつしか俺の方が彼女に沼っていた 星乃莉子（4月25日、SODクリエイト）
- 幼馴染の成長したおっぱいが好き過ぎて学校でプリプリ乳首をイジり続けた1年間 星乃莉子（5月23日、SODクリエイト）[70]
- 顔も知らないオナフレのあの子は引きこもり喪女でした。 星乃莉子（6月20日、SODクリエイト）
- 院内に夜な夜な響く喘ぎ声の実態は!? 話題の美人看護師を極秘取材 笑顔の杭打ち騎乗位と涎たっぷりフェラで入院患者をヌキまくる隠れ痴女ナース 星乃莉子（7月25日、SODクリエイト）[58]
- 最終電車で遭遇した甘Sヤリマン家出ギャル! パンチラ盗み撮りがバレたボクは通報と引き換えに家に住み着かれ何度も彼女の前で射精させられた 星乃莉子（8月22日、SODクリエイト）[71]
- 【全身舐め】【拘束絶頂】【エロコス】【オールごっくん】行く先々でシャンパンを飲みながら1年半ぶりに演出一切ナシのガチSEX！完全ドキュメント 朝までホンネでハシゴ飲み!! 星乃莉子（9月26日、SODクリエイト）
- 初めてのナマ中出し解禁 気持ち良すぎて痙攣が止まらない大絶頂セックス! 星乃莉子（10月23日、SODクリエイト）
- このポンコツ性処理ロボットが！ 言う通りに動かないならブッ壊してやる！！ 星乃莉子（11月21日、SODクリエイト）[72]
- エグイ腰フリ！おま〇こ全開！大開脚グラインド騎乗位で発射寸前チ〇ポをイジメ抜く痴女ダンサー 星乃莉子（12月26日、SODクリエイト）

- ある朝目覚めたら世の中が昭和になっていた！？ 不動産OLが沼ってしまった現代では考えられないコンプラ無視のセクハラに枕接待！ 星乃莉子（1月23日、SODクリエイト）[73]
- 星乃莉子 初めての全裸わ〇せつスポーツテスト（2月20日、SODクリエイト）[74][75]
- 本気の接吻。がむしゃらに粘膜が絡み合って性欲が尽きるまで求め合う 星乃莉子（3月6日、SODクリエイト）[76][77]
- 小湊よつ葉×星乃莉子 SODstarビンカン体質2トップが初共演 レズ解禁 W中出し 禁欲明けの性欲解放チートデイ 【特典版】（3月20日、SODクリエイト）
- いいなり温泉旅行 星乃莉子（4月24日、SODクリエイト）
- 射精を我慢出来たらご褒美にごっくん！悩める男性5人のお宅に突撃訪問‘早漏改善ツアー’のはずが精飲大好き莉子ちゃんは暴発汁も全部飲んじゃいました 星乃莉子（5月22日、SODクリエイト）[78]
- 閉店後の棚卸しで終電を逃した俺はバイトの子の家に泊まることに 頑なにすっぴんを拒む姿が可愛くて火が付いたが逆に絶倫腰フリマシーンと化した彼女に朝までしぼり取られた 星乃莉子（6月26日、SODクリエイト）
- 配送中NTR 既婚ベテランドライバーの配送に付いて回るうち車中でおそわれてしまった新婚人妻 星乃莉子（7月24日、SODクリエイト）[79]
- 家では裸族なテニス部の姉を隠し撮りし続けて4 年 バレた勢いでH させてとお願いした日から親に内緒の関係が始まりました 星乃莉子（8月21日、SODクリエイト）
- 催罠光線で支配されたチアリーダー 星乃莉子（9月25日、SODクリエイト）

### 配信限定
- 星乃莉子(23)（2022年9月27日、Starみぃつけた!）

### アダルトVR
- VR新女王、誕生。SODstar 星乃莉子 初VR。 騎乗位の動きがやばすぎる彼女と初めての同棲生活。（12月14日、SODクリエイト）

- （顔面特化・天井特化）でS級に可愛い顔をじっくり見ながら、 いつでもどこでも、チンしゃぶ極上テクニックで ご奉仕してくれるおしゃぶり大好きメイド 星乃莉子（3月11日、SODクリエイト）
- はじめてのドクハラ健康診断 星乃莉子（9月26日、SODクリエイト）
- 癒しと快楽に特化した「多幸感エステ」 甘くて優しい言葉とオイルたっぷり密着プレイ… 裏オプで抜きどころか、膣内で何度も射精を促してくれて骨抜き計8発射。 星乃莉子（11月7日、SODクリエイト）

### イメージビデオ
- Melty Angel 星乃莉子（7月14日、メディアブランド）

- Jasmine 星乃莉子（5月24日、メディアブランド）
- Afternoon Tea 星乃莉子（8月16日、メディアブランド）
- Riko 白銀のStar Princess（10月17日、REbecca）

- Riko2 煌めく夜のエトワール（3月20日、REbecca）

### 写真集
- 星乃莉子1st写真集 etoile（2023年3月3日、小学館、撮影：ICHI）ISBN 978-4-09-682423-8 [80]
- 星乃莉子2nd写真集 RICO mmend（2023年9月30日、彩文館出版、撮影：斉木弘吉）※3000部限定 豪華愛蔵版[81] ISBN 978-4-7756-0668-1
- 星乃莉子3rd写真集 Polaris（2024年7月23日、ジーオーティー、撮影：富田恭透）ISBN 978-4-8236-0694-6[82]

### デジタル写真集
- 星乃莉子 現役パティシエ、まる裸（10月25日、光文社、撮影：鈴木ゴータ）[83]
- 星乃莉子 Little Star（11月4日、小学館、撮影：ICHI）[84]

- 神木麗 星乃莉子 小湊よつ葉 恋渕ももな Lucky Clover（7月21日、小学館、撮影：桑島智輝）[85]
- 神木麗 星乃莉子 Love Passion（7月21日、小学館、撮影：桑島智輝）[86]
- 山岸伸 × SODデジタルヌード写真集 星乃莉子『ときめく』（8月1日、SOD publishing、撮影：山岸伸）[87]

- 星乃莉子 愛のデコレーション FRIDAYデジタル写真集（2月23日、講談社、撮影：篠原潔）[88]
- プレミアムヌードポーズブック 星乃莉子【増ページ デジタル特装版】（5月24日、ジーオーティー、撮影：田村浩章）※紙書籍版未収録の章「Light & Shadow」（38ページ）を追加収録した電子書籍限定版。
- ジューシーハニーPLUS＃20 星乃莉子（8月4日、ジューシーハニー、撮影：篠原潔）
- invincible 星乃莉子デジタル写真集（12月2日、双葉社、撮影：浜田一喜）[89]
- 星乃莉子 Sourire（12月29日、徳間書店、撮影：鈴木ゴータ）

- 星乃莉子 いたずらっこ vol.1 FRIDAYデジタル写真集（3月28日、講談社、撮影：吉場正和）
- 星乃莉子 いたずらっこ vol.2 FRIDAYデジタル写真集（3月28日、講談社、撮影：吉場正和）
- 星乃莉子 いたずらっこ vol.3 100ページ超スペシャル版 FRIDAYデジタル写真集（3月28日、講談社、撮影：吉場正和）

### モデル
- プレミアムヌードポーズブック 星乃莉子（2024年4月17日、ジーオーティー、撮影：田村浩章）[90] ISBN 978-4-8236-0648-9

## その他製品

### トレーディングカード
- AVC ジューシーハニーコレクションカード PLUS#20 星乃莉子 本郷愛 美谷朱里 梓ヒカリ（2023年10月28日、ハバロッサ）
- AVCジューシーハニーコレクションカード LUXURY EDITION 2025 御園もも 莉々はるか 星乃莉子 伊藤舞雪（2024年12月21日、株式会社ハバロッサ）

### カレンダー
- 星乃莉子 2025年カレンダー（2024年11月2日、SUNCARAT）
- 卓上 星乃莉子 2025年カレンダー（2024年11月2日、SUNCARAT）

### アダルトグッズ
オナホール
- 神フェラクラシック 星乃莉子（2024年7月23日、SSI JAPAN）

ローション
- 日本のローション 星乃莉子（2025年4月18日、ワイルドワン）

## 出演

### ウェブテレビ
- 給与明細（2022年10月31日、ABEMA）
- 愛のハイエナ（2023年8月29日[91] - 9月12日、ABEMA）

### ラジオ
- 紗倉まなとニューヨークのマジックミラーナイト（2022年11月6日、文化放送）
- 盛合でぇすけのわやわやDooon!!（2022年12月29日・2023年5月11日[92] - 9月、AIR-G）2023年5月放送分より月一レギュラー
- ラジオのアナ〜ラジアナ/深夜3時のヒロイン（2023年1月19日・26日、FM NACK5）
- ニューヨーク・小湊よつ葉のマジックミラーナイト（2023年7月9日・16日、文化放送）
- TOKYO SPEAKEASY（2024年2月14日、TOKYO FM）[93]

### テレビ
- もう!バカリズムさんの超H! #43（2023年5月1日、フジテレビONE）
- ケンコバのバコバコナイト「バコバコSXII」（2025年1月31日 - 2月21日、サンテレビ）

### CM
- AV産業の適正化を考える会「【10万人の署名を目指しています】AV新法を改正し、AV業界を崩壊の危機から救いたい！」（2024年2月）3バージョンすべてに出演